# 阿尔堡 (北布拉班特省)
阿尔堡（荷蘭語：Aalburg）是荷蘭的一個旧市镇，位於荷蘭南部。阿尔堡在行政區劃上屬於北布拉班特省。阿尔堡設立於1973年，由Eethen、Veen、Wijk en Aalburg合併誕生。
2019年1月1日，阿尔堡与韋爾肯丹和沃德里赫姆合并为新市镇“阿尔特纳”。

## 外部連結
- 维基共享资源上的相關多媒體資源：阿尔堡
- 官方网站